# Monument voor de Gevallen Helden (2022)
Het Monument voor de Gevallen Helden is een gedenkzuil op het Plein van 30 juli 1902 in Mariënburg, Suriname. Het werd gemaakt door Rahied Abdoel ter herinnering aan het 120-jarige jubileum van de opstand van Mariënburg. Er was in Mariënburg ook al een Monument voor de Gevallen Helden uit 2006, met daarop plaquettes met onder meer de namen van de slachtoffers uit 1902.
Het monument werd op 30 juli 2022 onthuld door de twee oudste bewoners van Mariënburg. Daarna werden kransen gelegd door de Indonesische ambassadeur Julang Pujianto, de ministers Albert Ramdin en Kenneth Amoksi, Assemblée-voorzitter Dew Sharman en districtscommissaris Mohamedsafiek Radjab. Een jaar later legden de president Chan Santokhi en zijn ambtsgenoot Droupadi Murmu van India kransen bij het monument.
Het monument herinnert aan de bloedig neergeslagen opstand van Mariënburg in 1902. De opstand was ontstaan vanwege de lage lonen voor het zware werk. De misdragingen van James Mavor, directeur van de Nederlandsche Handel Maatschappij (NHM), maakten de arbeiders woedend. Zij achtervolgden hem en brachten hem om. Het leger arresteerde een aantal verdachten, waarop arbeiders woedend naar het kantoor trokken. Het leger opende het vuur met 24 doden tot gevolg. Ze werden in een massagraf geworpen en met ongebluste kalk bestrooid zodat ze niet teruggevonden zouden worden. Acht arbeiders werden tot 12 jaar dwangarbeid veroordeeld.
Het monument is een initiatief van de Stichting Gevallen Helden 1902 met Dharm Mungra als voorzitter. Het monument beeldt het moment uit waarop de militairen het vuur openden op de opstandige arbeiders. De voorbereidingen voor het monument begonnen in of voor het jaar 2018.